# Широкий (Орловский район)
Широкий — хутор в Орловском районе Ростовской области, в составе Красноармейского сельского поселения.

## География

### Улицы
- ул. Весенняя,
- ул. Молодёжная,
- ул. Степная,
- ул. Центральная,
- ул. Школьная,
- ул. Южная,
- пер. Западный.

## История
Основан в 1892 году.
Согласно первой Всесоюзной переписи населения 1926 года население хутора составило 231 человек, из них украинцев — 230. На момент переписи хутор входил в состав Куберлеевского сельсовета Пролетарского района Сальского округа Северо-Кавказского края

## Население
Динамика численности населения
| 1926 | 2002 |
| ---- | ---- |
| 231  | 595  |

| 2010 |
| ---- |
| 561  |